# All I Want (Kodaline)
"All I Want" is een nummer van de Ierse band Kodaline. Het nummer verscheen op hun debuutalbum In a Perfect World uit 2013. Op 8 oktober van dat jaar werd het nummer uitgebracht als de vierde single van het album.

## Achtergrond
"All I Want" is geschreven door de gehele band en geproduceerd door Stephen Harris. Het nummer verscheen voor het eerst op hun debuut-ep The Kodaline EP, uitgebracht op 7 september 2012, voordat het een jaar later op hun debuutalbum In a Perfect World terecht kwam. Zodoende werd het in 2012 al een hit in Nederland met een 34e positie in de Top 40 en een 26e positie in de Single Top 100. In Vlaanderen kwam het echter niet tot de Ultratop 50 en bleef het steken op de zevende plaats in de "Bubbling Under"-lijst. In Ierland piekte het nummer op de vijftiende plaats, terwijl in het Verenigd Koninkrijk de 67e plaats werd behaald.
"All I Want" is vooral populair geworden door het gebruik in films en televisieseries. Zo werd het kort na uitgave al gebruikt in de televisieserie Grey's Anatomy en gebruikte Google het voor hun overzicht van het jaar 2012. Ook werd het gebruikt in Catfish: The TV Show, The Vampire Diaries en The Royals. Het bekendste gebruik van het nummer is afkomstig van de soundtrack van de film The Fault in Our Stars uit 2014. Datzelfde jaar werd een cover van het nummer uitgebracht door de Vlaamse zangeres Emma Bale, die met haar versie de derde plaats in de Vlaamse Ultratop 50 en de eerste plaats in de Radio 2 Top 30 behaalde.
In 2020 kwam er een Nederlandse vertaling online onder de naam “Wat ik wil” vertaald door Storm_NL

## Hitnoteringen

### Nederlandse Top 40
| Hitnotering: 17-11-2012 t/m 08-12-2012 | Hitnotering: 17-11-2012 t/m 08-12-2012 | Hitnotering: 17-11-2012 t/m 08-12-2012 | Hitnotering: 17-11-2012 t/m 08-12-2012 | Hitnotering: 17-11-2012 t/m 08-12-2012 | Hitnotering: 17-11-2012 t/m 08-12-2012 |
| Week                                   | 1                                      | 2                                      | 3                                      | 4                                      |                                        |
| -------------------------------------- | -------------------------------------- | -------------------------------------- | -------------------------------------- | -------------------------------------- | -------------------------------------- |
| Positie                                | 34                                     | 35                                     | 38                                     | 39                                     | uit                                    |

### Single Top 100
| Hitnotering week 1 t/m 4: 03-11-2012 t/m 24-11-2012 Hitnotering week 5 t/m 9: 15-12-2012 t/m 12-01-2013 | Hitnotering week 1 t/m 4: 03-11-2012 t/m 24-11-2012 Hitnotering week 5 t/m 9: 15-12-2012 t/m 12-01-2013 | Hitnotering week 1 t/m 4: 03-11-2012 t/m 24-11-2012 Hitnotering week 5 t/m 9: 15-12-2012 t/m 12-01-2013 | Hitnotering week 1 t/m 4: 03-11-2012 t/m 24-11-2012 Hitnotering week 5 t/m 9: 15-12-2012 t/m 12-01-2013 | Hitnotering week 1 t/m 4: 03-11-2012 t/m 24-11-2012 Hitnotering week 5 t/m 9: 15-12-2012 t/m 12-01-2013 | Hitnotering week 1 t/m 4: 03-11-2012 t/m 24-11-2012 Hitnotering week 5 t/m 9: 15-12-2012 t/m 12-01-2013 | Hitnotering week 1 t/m 4: 03-11-2012 t/m 24-11-2012 Hitnotering week 5 t/m 9: 15-12-2012 t/m 12-01-2013 | Hitnotering week 1 t/m 4: 03-11-2012 t/m 24-11-2012 Hitnotering week 5 t/m 9: 15-12-2012 t/m 12-01-2013 | Hitnotering week 1 t/m 4: 03-11-2012 t/m 24-11-2012 Hitnotering week 5 t/m 9: 15-12-2012 t/m 12-01-2013 | Hitnotering week 1 t/m 4: 03-11-2012 t/m 24-11-2012 Hitnotering week 5 t/m 9: 15-12-2012 t/m 12-01-2013 | Hitnotering week 1 t/m 4: 03-11-2012 t/m 24-11-2012 Hitnotering week 5 t/m 9: 15-12-2012 t/m 12-01-2013 | Hitnotering week 1 t/m 4: 03-11-2012 t/m 24-11-2012 Hitnotering week 5 t/m 9: 15-12-2012 t/m 12-01-2013 |
| Week | 1 | 2 | 3 | 4 | | 5 | 6 | 7 | 8 | 9 | |
| --- | --- | --- | --- | --- | --- | --- | --- | --- | --- | --- | --- |
| Positie                                                                                                 | 44 | 26 | 39 | 61 | uit | 76 | 84 | 70 | 87 | 91 | uit |

### NPO Radio 2 Top 2000
| Nummer met noteringen in de NPO Radio 2 Top 2000 | '15  | '16  | '17  | '18  | '19  | '20  | '21  | '22  | '23  | '24  |
| ------------------------------------------------ | ---- | ---- | ---- | ---- | ---- | ---- | ---- | ---- | ---- | ---- |
| All I Want                                       | 1799 | 1047 | 1130 | 1270 | 1025 | 1133 | 1158 | 1092 | 1332 | 1553 |

1. ↑  Een vetgedrukt getal geeft de hoogste notering aan.
2. ↑  2015 was het eerste jaar met een notering voor dit nummer.

1. ↑  (en) Wat ik wil (All I Want - Kodaline) - Lyrics and Music by Kodaline arranged by StOrm_NL. Smule. Geraadpleegd op 9 februari 2025.